# South Coast Derby
Il South Coast Derby (noto anche come Hampshire Derby) è il termine comunemente utilizzato per indicare gli incontri di calcio tra le due squadre inglesi del Portsmouth e del Southampton.
Il Portsmouth disputa le proprie partite casa allo stadio Fratton Park, mentre il Southampton gioca al St. Mary's Stadium. 
Portsmouth e Southampton sono i club di maggior successo della costa meridionale dell'Inghilterra, con le due omonime città che si trovano a soli 31 km di distanza, all'interno della contea di Hampshire. 
A causa della frequente militanza in divisioni diverse dei due club, il derby si è tenuto solamente 71 volte nella massima serie del calcio inglese, con la prima partita risalente al 1900. Il primo incontro amichevole, invece, ha avuto luogo nel 1899.
Il Portsmouth ha vinto il maggior numero di titoli, essendosi laureato due volte campione d'Inghilterra (1948–49 e 1949–50) e due volte vincitore della FA Cup (1939 e 2008), mentre il Southampton ha vinto solo una FA Cup (1976). 
Nelle partite di First Division e Premier League tra le due squadre, il Southampton ha conquistato il maggior numero di vittorie e ha spesso militato in un campionato di livello superiore rispetto al Portsmouth, inclusi i 27 anni consecutivi nella massima serie del calcio inglese. Nella stagione 2023-24 il Southampton ha giocato in Championship mentre il Portsmouth militava in League One.

## Storia
Il Southampton venne fondato originariamente nel 1885 come St. Mary's Young Men's Association FC, prima di adottare il nome di Southampton St. Mary's quando il club si unì alla Southern League nel 1894. Dopo aver vinto il titolo della Southern League nel 1896-97, il club cambiò il proprio nome in Southampton FC. Il Portsmouth, invece, fu fondato nell'aprile 1898 e si unì alla Southern League nel 1899.
La prima partita tra i due club fu un'amichevole in casa del Portsmouth il 6 settembre 1899. L'incontro venne vinto per 2-0 dal Portsmouth con gol di Dan Cunliffe (ex Liverpool) e Harold Clarke (ex Everton).
Southampton e Portsmouth si sfidarono per la prima volta nella Southern League nell'aprile 1900, con il Portsmouth che vinse 2-0 per due volte in tre giorni. Durante gli anni successivi del XX secolo, le due squadre si incontravano regolarmente ed erano spesso rivali per il titolo. Il Southampton (che aveva già vinto tre titoli consecutivi con il nome precedente dal 1896-97 al 1898–99) lo conquistò nel 1901, 1903 e 1904, mentre il Portsmouth si aggiudicò il titolo nel 1902 e nel 1920.
Il primo dei quattro derby nella FA Cup si svolse il 13 gennaio 1906. A causa della grande folla prevista per il primo incontro della FA Cup tra i due rivali, in entrambe le città venne rinviato alla settimana successiva il voto valido per le elezioni generali del 1906. La partita al The Dell registrò la presenza di 14.000 tifosi del Portsmouth. Proprio questi ultimi, assieme ai loro beniamini, fecero di tutto per distrarre l'inesperto portiere avversario, Bill Stead, che era solo alla sua seconda apparizione in prima squadra. Stead, tuttavia, mostrò pochi segni di nervosismo e fu protagonista di una buona prestazione, incassando il solo gol di Dan Cunliffe. I Saints, invece, segnarono cinque reti, passando così ai quarti di finale, nei quali persero 3-0 contro il Liverpool.
Nella stagione 1920-1921, entrambe le squadre furono ammesse alla Football League (insieme alla maggior parte delle squadre della Southern League First Division). La prima partita di Football League tra i due club si disputò l'11 settembre e terminò 2-0 in favore del Southampton. Dopo due stagioni in Third Division, nel 1922 i Saints ottennero la promozione. Il Portsmouth si unì a loro nella Second Division nel 1924 e venne promossa in First Division nel 1927. Fino a questo momento le due squadre si erano incontrate dieci volte nella Football League, con un bilancio di quattro vittorie per il Southampton, tre pareggi, e tre vittorie per il Portsmouth.
Dal 1927 al 1960, il Portsmouth ha costantemente ottenuto posizioni migliori in campionato rispetto ai rivali, aggiudicandosi una FA Cup nel 1939 e conquistando due titoli consecutivi nelle stagioni 1948-49 e 1949-50. Le due squadre si rincontrarono nel 1960: il Portsmouth, retrocesso in Second Division nella stagione precedente, si trovò nuovamente di fronte il Southampton che riottenne la promozione in Second Division. Dagli anni '60 fino ai primi anni 2000, i due club si incontrarono raramente, con il Southampton che si posizionò spesso in una categoria superiore rispetto ai rivali. Inoltre, ogni volta che le due squadre si affrontavano negli scontri di coppa, era il Southampton a trionfare.
Eventi come la morte del portiere del Portsmouth, Aaron Flahavan, il cui fratello Darryl aveva giocato per i Saints, univa occasionalmente le due tifoserie. 
Tuttavia, recentemente, i rapporti sono cambiati nuovamente. La promozione del Portsmouth in Premiership nel 2003 ha riacceso la rivalità tra i due club. Per la prima volta dalla stagione 1987-88, le due squadre si sono nuovamente affrontate in campionato. Il Southampton ha avuto la meglio, vincendo due delle tre partite giocate tra le due squadre nella stagione 2003-2004.
La rivalità si è infiammata con la nomina di Harry Redknapp come allenatore del Southampton nel dicembre 2004, pochi giorni dopo le sue dimissioni dalla guida del Portsmouth e meno di un mese dopo che i Saints avevano sconfitto il Portsmouth al St Mary's Stadium. Il mese successivo, i Saints sconfissero i loro rivali in un'infuocata partita di FA Cup, con l'ex attaccante del Portsmouth Peter Crouch (che sarebbe poi tornato a Portsmouth nel 2008) che realizzò il rigore decisivo all'ultimo minuto della partita.
Il Portsmouth si aggiudicò, invece, il successivo incontro di campionato con i rivali, battendo il Southampton per 4-1 a Fratton Park, nella partita che vide l'unica panchina di Redknapp in quello stadio come avversario. Il Southampton retrocesse dalla Premiership poche partite dopo, ponendo fine ad una striscia di 27 anni consecutivi nella massima serie del calcio inglese. Harry Redknapp abbandonò la panchina del Southampton per tornare a Portsmouth, causando non poche polemiche.
Nel 2008, con Redknapp alla guida, il Portsmouth trionfò ancora in FA Cup. Nel 2009 il Southampton retrocesse nuovamente, finendo in League One. Le due squadre si affrontarono in un'accesa partita di FA Cup al St Mary's nel 2010, che vide il Portsmouth di nuovo uscirne vincitore per 4-1. Il Portsmouth, nonostante uno scarso rendimento in campionato, continuò poi il suo percorso nella competizione, fino a raggiungerne la finale. 
I due club si sono scontrati nuovamente in campionato dopo la retrocessione del Portsmouth in Championship nel 2010-2011, stagione durante la quale al club furono assegnati nove punti di penalizzazione a causa di difficoltà economiche.
Le partite giocate durante la stagione 2011-12 si conclusero entrambe in parità, ma le fortune dei club differirono notevolmente. Il Southampton venne nuovamente promosso in Premier League, mentre il Portsmouth, ancora una volta penalizzato, retrocesse in League One.
In assenza del Portsmouth nella massima serie e con il Bournemouth e il Brighton & Hove Albion in Premier League, alcuni media hanno utilizzato il termine "South Coast derby" riferendosi ai loro incontri con il Southampton, vista anche la vicinanza geografica delle città, distanti rispettivamente circa 30 miglia (48 km) e 60 miglia (97 km) da Southampton. Tuttavia, c'è pochissima storia condivisa o animosità tra i club, e i tifosi dei Saints non hanno mai considerato significative le rivalità con Cherries e Seagulls. Nel settembre 2019, il sorteggio del Southampton contro il Portsmouth nella League Cup (il loro primo incontro dopo sette anni) ha riportato in vita la rivalità tra le due squadre, con il Southampton che ha trionfato con un netto 4-0.

## Rivalità tra tifoserie
Non è chiaro quando sia iniziata la feroce rivalità tra i tifosi dei due club. Negli anni '70, molti tifosi andavano allo stadio a vedere la rivale, quando la propria squadra giocava in trasferta. Alcuni attribuiscono la crescente rivalità alle divergenti fortune economiche delle città. Nel 1976 ci furono cambiamenti sia per le città che per le rispettive squadre di calcio. Il porto internazionale di Portsmouth fu costruito accanto alla nuova diramazione autostradale M275, nel 1976; la costruzione venne vista dai portuali come una minaccia per il porto di Southampton. 
Con la promozione del Southampton in First Division nel 1978 e la caduta del Portsmouth in Fourth Division nello stesso periodo, la gelosia tra i tifosi, le alterne fortune delle squadre e l'ascesa del fenomeno degli hooligans in Inghilterra negli anni '70 sono molto probabilmente alla base dell'aspra rivalità che ora esiste tra i due gruppi di tifosi.
All'inizio degli anni '80, i servizi di traghetto per l'attraversamento del canale della Manica si trasferirono da Southampton al porto internazionale di Portsmouth. La maggiore vicinanza di Portsmouth al continente europeo consentì di risparmiare carburante, tempo di viaggio ed era quindi più conveniente per gli operatori dei traghetti. Anche la maggior vicinanza di Portsmouth a Londra, sia via strada che via ferrovia, venne considerata come positiva dai visitatori europei.
Nella stagione 1987-88 della First Division, Portsmouth e Southampton si incontrarono per la prima volta nella massima divisione del calcio inglese. Questa fu la prima stagione in cui i tifosi del Southampton iniziarono ad usare il nomignolo dispregiativo "Skate" per i sostenitori di Portsmouth, scelto da un sondaggio su una fanzine. Nonostante un pareggio interno per 2-2 al Fratton Park e una vittoria esterna per 0-2 al Dell, Southampton e Portsmouth alla fine retrocessero entrambe in Second Division dopo una sola stagione.
All'inizio degli anni 2000, il costruttore navale di Southampton Vosper Thornycroft si trasferì dal cantiere di Woolston in nuove strutture a Portchester (vicino a Portsmouth) costruendo un nuovo capannone navale all'interno dell'HMNB Portsmouth. Nel centro di Southampton venne poi aperto il centro commerciale West Quay, che attrasse molti residenti di Portsmouth lontano dalle tradizionali aree commerciali della città, vista la maggiore varietà di prodotti rispetto alle aree commerciali in declino di Commercial Road e Palmerston Road.
Il 15 maggio 2005, il Portsmouth - al tempo in Premier League - perse 2-0 al The Hawtorns contro la quasi retrocessa West Bromwich Albion e questa vittoria garantì la salvezza ai padroni di casa. Tuttavia, il risultato influenzò e confermò la retrocessione del Southampton all'ultimo posto, per la prima volta dal 1978. I tifosi del Portsmouth celebrarono ironicamente la sconfitta per 2-0 contro il West Bromwich Albion come una vittoria, per aver relegato il Southampton in una divisione inferiore a quella del Pompey. L'ultima volta accadde nella stagione 1960-61, quando il Portsmouth militava in seconda divisione e il Southampton in terza.
Nel 2015, 10.000 cittadini di Portsmouth firmarono una petizione contro la decisione del Consiglio comunale di consentire, alla compagnia aerea Emirates, di utilizzare la sua livrea bianca e rossa (colori di Southampton) per la sponsorizzazione della Spinnaker Tower a Portsmouth. Il consiglio comunale successivamente raggiunse un accordo con gli sponsor Emirates per utilizzare invece il blu e l'oro (colori di Portsmouth).

## Risultati

### Campionato
| Nº | Data       | Stadio            | Stagione                  | Incontro                 | Risultato | Marcatori Southampton                     | Marcatori Portsmouth         |
| -- | ---------- | ----------------- | ------------------------- | ------------------------ | --------- | ----------------------------------------- | ---------------------------- |
| 1  | 11/09/1920 | The Dell          | Third Division 1920-1921  | Southampton – Portsmouth | 5 - 1     | ?                                         | ?                            |
| 2  | 18/09/1920 | Fratton Park      | Third Division 1920-1921  | Portsmouth – Southampton | 0 - 1     | ?                                         |                              |
| 3  | 18/03/1922 | Fratton Park      | Third Division 1921-1922  | Portsmouth – Southampton | 0 - 2     | ?                                         |                              |
| 4  | 25/03/1922 | The Dell          | Third Division 1921-1922  | Southampton – Portsmouth | 1 - 1     | ?                                         | ?                            |
| 5  | 27/09/1924 | The Dell          | Second Division 1924-1925 | Southampton – Portsmouth | 0 - 0     |                                           |                              |
| 6  | 29/11/1924 | Fratton Park      | Second Division 1924-1925 | Portsmouth – Southampton | 1 - 1     | ?                                         | ?                            |
| 7  | 05/09/1925 | The Dell          | Second Division 1925-1926 | Southampton – Portsmouth | 1 - 3     | ?                                         | ?                            |
| 8  | 16/01/1926 | Fratton Park      | Second Division 1925-1926 | Portsmouth – Southampton | 1 - 2     | ?                                         | ?                            |
| 9  | 28/08/1926 | Fratton Park      | Second Division 1926-1927 | Portsmouth – Southampton | 3 - 1     | Taylor                                    | ?                            |
| 10 | 15/01/1927 | The Dell          | Second Division 1926-1927 | Southampton – Portsmouth | 0 - 2     |                                           | ?                            |
| 11 | 27/08/1960 | The Dell          | Second Division 1960-1961 | Southampton – Portsmouth | 5 - 1     | Paine, Huxford, Mulgrew, O'Brien, ? (aut) | ?                            |
| 12 | 31/12/1960 | Fratton Park      | Second Division 1960-1961 | Portsmouth – Southampton | 1 - 1     | Mulgrew                                   | ?                            |
| 13 | 13/10/1962 | Fratton Park      | Second Division 1962-1963 | Portsmouth – Southampton | 1 - 1     | O'Brien                                   | ?                            |
| 14 | 02/03/1963 | The Dell          | Second Division 1962-1963 | Southampton – Portsmouth | 4 - 2     | Burnside (2), Williams, Paine             | ?                            |
| 15 | 28/09/1963 | Fratton Park      | Second Division 1963-1964 | Portsmouth – Southampton | 2 - 0     |                                           | ?                            |
| 16 | 08/02/1964 | The Dell          | Second Division 1963-1964 | Southampton – Portsmouth | 2 - 3     | Paine, Chivers                            | ?                            |
| 17 | 12/09/1964 | Fratton Park      | Second Division 1964-1965 | Portsmouth – Southampton | 0 - 3     | Paine, Chivers, Sydenham                  |                              |
| 18 | 16/01/1965 | The Dell          | Second Division 1964-1965 | Southampton – Portsmouth | 2 - 2     | Melia (2)                                 | ?                            |
| 19 | 28/08/1965 | The Dell          | Second Division 1965-1966 | Southampton – Portsmouth | 2 - 2     | Chivers, Melia                            | ?                            |
| 20 | 05/02/1966 | Fratton Park      | Second Division 1965-1966 | Portsmouth – Southampton | 2 - 5     | Chivers (2), Dean (3)                     | ?                            |
| 21 | 14/09/1974 | The Dell          | Second Division 1974-1975 | Southampton – Portsmouth | 2 - 1     | Osgood (2)                                | ?                            |
| 22 | 26/12/1974 | Fratton Park      | Second Division 1974-1975 | Portsmouth – Southampton | 1 - 2     | Peach, Osgood                             | ?                            |
| 23 | 17/04/1975 | The Dell          | Second Division 1975-1976 | Southampton – Portsmouth | 4 - 0     | Channon (3), Peach                        |                              |
| 24 | 06/04/1976 | Fratton Park      | Second Division 1975-1976 | Portsmouth – Southampton | 0 - 1     | Channon                                   |                              |
| 25 | 22/08/1987 | Fratton Park      | First Division 1987-1988  | Portsmouth – Southampton | 2 - 2     | Clarke (2)                                | ?                            |
| 26 | 03/01/1988 | The Dell          | First Division 1987-1988  | Southampton – Portsmouth | 0 - 2     |                                           | ?                            |
| 27 | 21/12/2003 | St Mary's Stadium | Premier League 2003-2004  | Southampton – Portsmouth | 3 - 0     | Dodd, Pahars, Beattie                     |                              |
| 28 | 21/03/2004 | Fratton Park      | Premier League 2003-2004  | Portsmouth – Southampton | 1 - 0     |                                           | Yakubu                       |
| 29 | 13/11/2004 | St Mary's Stadium | Premier League 2004-2005  | Southampton – Portsmouth | 2 - 1     | Blackstock, Phillips                      | Jakobsson (aut.)             |
| 30 | 24/04/2005 | Fratton Park      | Premier League 2004-2005  | Portsmouth – Southampton | 4 - 1     | Camara                                    | Yakubu, de Zeeuw, LuaLua (2) |
| 31 | 18/12/2011 | Fratton Park      | Championship 2011-2012    | Portsmouth – Southampton | 1 - 1     | Lambert                                   | Ward                         |
| 32 | 07/04/2012 | St Mary's Stadium | Championship 2011-2012    | Southampton – Portsmouth | 2 - 2     | Sharp (2)                                 | Maguire, Norris              |

### Coppa
| Nº | Data       | Stadio            | Stagione             | Incontro                 | Risultato | Marcatori Southampton                  | Marcatori Portsmouth                   |
| -- | ---------- | ----------------- | -------------------- | ------------------------ | --------- | -------------------------------------- | -------------------------------------- |
| 1  | 13/01/1906 | The Dell          | FA Cup 1905-1906     | Southampton – Portsmouth | 5 - 1     | Brown (2), Hedley, Harrison, Tomlinson | ?                                      |
| 2  | 20/01/1984 | Fratton Park      | FA Cup 1983-1984     | Portsmouth – Southampton | 0 - 1     | Moran                                  |                                        |
| 3  | 07/01/1996 | The Dell          | FA Cup 1995-1996     | Southampton – Portsmouth | 3 - 0     | Magilton (2), Shipperley               |                                        |
| 4  | 02/12/2003 | St Mary's Stadium | League Cup 2003-2004 | Southampton – Portsmouth | 2 - 0     | Beattie (2)                            |                                        |
| 5  | 29/01/2005 | St Mary's Stadium | FA Cup 2004-2005     | Southampton – Portsmouth | 2 - 1     | Oakley, Crouch                         | Yakubu                                 |
| 6  | 13/02/2010 | St Mary's Stadium | FA Cup 2009-2010     | Southampton – Portsmouth | 1 - 4     | Lambert                                | Owusu-Abeyie, Dindane, Belhadj, O'Hara |
| 7  | 24/09/2019 | Fratton Park      | League Cup 2019-2020 | Portsmouth – Southampton | 0 - 4     | Ings (2), Cédric, Redmond              |                                        |

## Statistiche
| Competizione    | Giocate | Vittorie del Southampton | Pareggi | Vittorie del Portsmouth | Gol del Southampton | Gol del Portsmouth |
| --------------- | ------- | ------------------------ | ------- | ----------------------- | ------------------- | ------------------ |
| Southern League | 32      | 15                       | 5       | 12                      | 43                  | 43                 |
| Football League | 28      | 12                       | 10      | 6                       | 50                  | 36                 |
| Premier League  | 4       | 2                        | 0       | 2                       | 6                   | 6                  |
| FA Cup          | 5       | 4                        | 0       | 1                       | 12                  | 6                  |
| League Cup      | 2       | 2                        | 0       | 0                       | 6                   | 0                  |
| Totale          | 71      | 35                       | 15      | 21                      | 117                 | 91                 |